# KV Die Haghe
Die Haghe is een Haagse korfbalvereniging. De naam is oud Nederlands voor Den Haag. Op 1 maart 1920 werd op initiatief van J. van Egmond op 1 april 1920 de omnivereniging "Haagse Kantoorbedienden Sportvereniging Die Haghe" opgericht. Hiervan is uiteindelijk alleen het onderdeel korfbal overgebleven. Later is de naam veranderd in "Korfbal Vereniging Die Haghe".
De club heeft sinds 1956 als thuisbasis het sportcomplex aan de Baambruggestraat in Den Haag. Eerder werd er gespeeld aan de Gaslaan, bij Meer en Bos en aan de Escamplaan.
Die Haghe heeft de beschikking over een modern clubhuis genaamd 'Ballevue', een kunstgrasveld en ruime kleedkamers.

## Palmares
- Nederlands zaal kampioen, 2x (2000, 2002)
- Nederlands veld kampioen, 2x (2000, 2002)
- Europacup zaal kampioen, 2x (2001, 2003)

## Bekende oud spelers en coaches
- Tim Abbenhuis
- Mandy Loorij
- Kees Slingerland
- Rob Middelhoek
- Jonni Abbenhuis
- Celeste Split
- Mady Tims
- John Tims
- Freek Keizer
- Jan Wals
- Riko Kruit